# Gezhouba Group
China Gezhouba Group Company Limited (CGGC) — китайская инженерно-строительная компания, входит в число крупнейших подрядчиков мира и в число крупнейших публичных компаний КНР. Штаб-квартира расположена в городе Ухань. Контрольный пакет акций принадлежит государственной China Energy Engineering Corporation / China Gezhouba Group Corporation. 

## История
Государственная China Gezhouba Group Corporation была основана в Ухани в 1970 году. В 1997 году была основана публичная China Gezhouba Group Company Limited. В 2010 году Gezhouba Group подписала контракт на строительство ГЭС на реке Чилик в Казахстане. В 2014 году CGGC подписала контракт на строительство участка автомагистрали M-15 в Пакистане. В 2021 году China Gezhouba Group Company Limited заняла 854-е место в рейтинге Forbes Global 2000.

## Деятельность
China Gezhouba Group строит гидроэлектростанции, тепловые, солнечные и ветряные электростанции, каналы, дамбы, плотины, мосты, очистные сооружения, причалы и автомобильные дороги, жилые и коммерческие объекты, промышленные предприятия, образовательные и спортивные учреждения, производит стройматериалы, в том числе цемент, и взрывчатые вещества. Значительная часть контрактов приходится на рынки Африки, Южной Америки и Южной Азии.

### Проекты
- ГЭС Санься в Китае (2003)[8].
- Скоростная автомагистраль E35 в Пакистане (2016)[9].
- Цементный завод в Казахстане (2018)[10].
- Дамба Оругу в Сьерра-Леоне (2020).
- Дамба и водоочистные сооружения Конго в Сьерра-Леоне (2020).
- ГЭС Генале-Дава III в Эфиопии (2020)[11].
- Жилой район Эль-Мутла в Кувейте (2020)[12].
- ГЭС Кондор-Клифф в Аргентине (2021)[13].
- ГЭС Ла-Барранкоса в Аргентине (2021).
- Угольная ТЭС Тузла в Боснии и Герцеговине (2021).
- ГЭС Суки-Кинари в Пакистане (2022)[14][15][16].
- Средняя школа в Монголии (2022)[17].
- Солнечная электростанция в Узбекистане (2024)[18].
- ГЭС Мохманд в Пакистане (2024).
- Жилой район Саад Аль-Абдулла в Кувейте (2025)[19].
- ГЭС Какуло-Кабаса в Анголе (2026)[20].